# محمد أيوب الفرجاني
محمد أيوب الفرجاني (بالفرنسية: Mohamed Ayoub Ferjani) ولد في 27 يوليو 1986، هو مبارز سيف الشيش وحكم دولي تونسي متخصص في فردي سيف المبارزة وسيف الشيش. هو أخ المبارز فارس الفرجاني.

تحصل على ميداليتين ذهبيتين و7 ميداليات برونزية في بطولة أفريقيا للمبارزة، وميدالية برونزية وأخرى فضية في دورة الألعاب الأفريقية.

اختير ثاني أفضل حكم دولي في سيف الشيش في العالم في 2012 و2013 و2014.

## السيرة الذاتية
في بداية مسيرته، لم يشارك محمد أيوب الفرجاني أبدا في كأس العالم للمبارزة، وشارك مع تونس في البطولات القارية فقط. ثم في 2007، شارك في بطولة العالم للمبارزة المقامة في سانت بطرسبرغ وأنهى في المركز 109 في سيف الشيش و129 في سيف المبارزة. بعد ذلك حقق تقدما كبيرا في بطولة العالم للمبارزة 2015 في موسكو أين احتل المركز 25 في سيف الشيش.

يعمل محمد أيوب الفرجاني كمدرب وأستاذ مبارزة في فريق تراب للمبارزة (Escrime Club de Trappes) وأستاذا لسيف الشيش في فريق مونتيني لو بريتونو (Escrime Club de Montigny-le-Bretonneux).

من جهة أخرى هو حكم دولي في مباريات سيف الشيش، واختير ثاني أفضل حكم دولي في سيف الشيش في العالم في 2012 و2013 و2014.

## الميداليات
- ألعاب عموم أفريقيا:
  -  ميدالية فضية في فردي سيف الشيش للرجال في ألعاب عموم أفريقيا 2015 (برازافيل).
  -  ميدالية برونزية في سيف الشيش للفرق للرجال في ألعاب عموم أفريقيا 2015 (برازافيل).
- بطولة أفريقيا للمبارزة:
  -  ميدالية ذهبية في فردي سيف الشيش للرجال في بطولة أفريقيا للمبارزة 2015 (القاهرة).
  -  ميدالية برونزية في فردي سيف الشيش للرجال في بطولة أفريقيا للمبارزة 2014 (القاهرة).
  -  ميدالية ذهبية في فردي سيف الشيش للرجال في بطولة أفريقيا للمبارزة 2013 (كيب تاون).
  -  ميدالية برونزية في فردي سيف المبارزة للرجال في بطولة أفريقيا للمبارزة 2011 (القاهرة).
  -  ميدالية برونزية في فردي سيف المبارزة للرجال في بطولة أفريقيا للمبارزة 2009 (داكار).
  -  ميدالية برونزية في فردي سيف الشيش للرجال في بطولة أفريقيا للمبارزة 2009 (داكار).
  -  ميدالية برونزية في فردي سيف المبارزة للرجال في بطولة أفريقيا للمبارزة 2008 (الدار البيضاء).
  -  ميدالية برونزية في فردي سيف المبارزة للرجال في بطولة أفريقيا للمبارزة 2007 (الدار البيضاء).
  -  ميدالية برونزية في فردي سيف الشيش للرجال في بطولة أفريقيا للمبارزة 2007 (الدار البيضاء).

## الترتيب الدولي
الترتيب أسفله هو في آخر كل موسم.
في سيف الشيش
| السنة  | 2007 | 2008 | 2009 | 2010 | 2011 | 2012 | 2013 | 2014 | 2015 | 2016 |
| ------ | ---- | ---- | ---- | ---- | ---- | ---- | ---- | ---- | ---- | ---- |
| المركز | 62   | 71   | 51   | 82   | 91   | 100  | 35   | 54   | 35   | 25   |

## مقالات ذات صلة
- فارس الفرجاني

## روابط خارجية
- محمد أيوب الفرجاني على موقع الاتحاد الدولي للمبارزة (الإنجليزية)
- محمد أيوب الفرجاني على موقع اللجنة الأولمبية الدولية (الإنجليزية)
- محمد أيوب الفرجاني على موقع أوليمبيديا (الإنجليزية)

- صفحة محمد أيوب الفرجاني على موقع الاتحاد الدولي للمبارزة.